# Четона
Чето̀на (на италиански: Siena) е малко градче и община в централна Италия, провинция Сиена, регион Тоскана. Разположено е на 385 m надморска височина. Населението на общината е 2913 души (към 2010 г.).